# الآشوريون والسريان والكلدان في أرمينيا
الآشوريون في أرمينيا (بالأرمنية: Ասորիներ)‏ هم مجموعة عرقية تنتمي للشعب الآشوري ويشكلون ثالث أكبر أقلية عرقية في البلاد، بعد اليزيديين والروس. وفقًا لتعداد عام 2011، كان هناك 2769 من الآشوريين الذين يعيشون في أرمينيا، حيث تعد أرمينيا موطنًا لآخر المجتمعات الآشورية الباقية في القوقاز. كان هناك 6000 آشوري في أرمينيا قبل تفكك الاتحاد السوفيتي، ولكن بسبب اقتصاد أرمينيا المتعثر خلال التسعينيات، تقلّص عدد السكان إلى النصف بسبب هجرة الكثيرين منهم.

## التاريخ

### التاريخ الحديث
معظم السكان الآشوريين اليوم في أرمينيا هم من نسل المستوطنين الذين قدموا في بداية القرن التاسع عشر خلال الحرب الروسية الفارسية (1826-1828)، عندما فر آلاف اللاجئين من وطنهم في المناطق المحيطة بأورمية في بلاد فارس. في بداية القرن العشرين، هاجرَ العديد من الآشوريين من شرق الأناضول، وتحديداً منطقة هكاري، حيث كان الآشوريون وأرمن يعيشون تقليديًا في نفس القرى. عانى الأشوريون، مثل جيرانهم الأرمن، من الإبادة الجماعية التي نفذها الأتراك العثمانيون ضدهم، والتي قُتل فيها أكثر من 750000 آشوري. مع هروب العديد من الأرمن من شرق الأناضول إلى أرمينيا، تبعهم العديد من الآشوريين أيضًا، مستشهدين بأن أرمينيا هي «الملاذ المسيحي» الوحيد في المنطقة، على الرغم من أن الكثيرين فروا أيضًا إلى جورجيا. على مر التاريخ، كانت العلاقات بين الآشوريين والأغلبية الأرمينية تميل إلى أن تكون ودية للغاية، حيث مارست كلا المجموعتين المسيحية منذ العصور القديمة وعانت من اضطهاد الحكام المسلمين.
ومع ذلك، فإن مذهب كنيسة المشرق الآشورية يُعتبر هرطقة من قبل الكنيسة الرسولية الأرمينية (الأرثوذكسية) حيث تدين الأخيرة شفيع الكنيسة الأولى، نسطور. لكن على عكس ذلك، فإن كنيسة الأرمن الكاثوليك والكنيسة الكلدانية الكاثوليكية في شراكة كاملة، ولهما علاقات أخوية.

## الانتشار

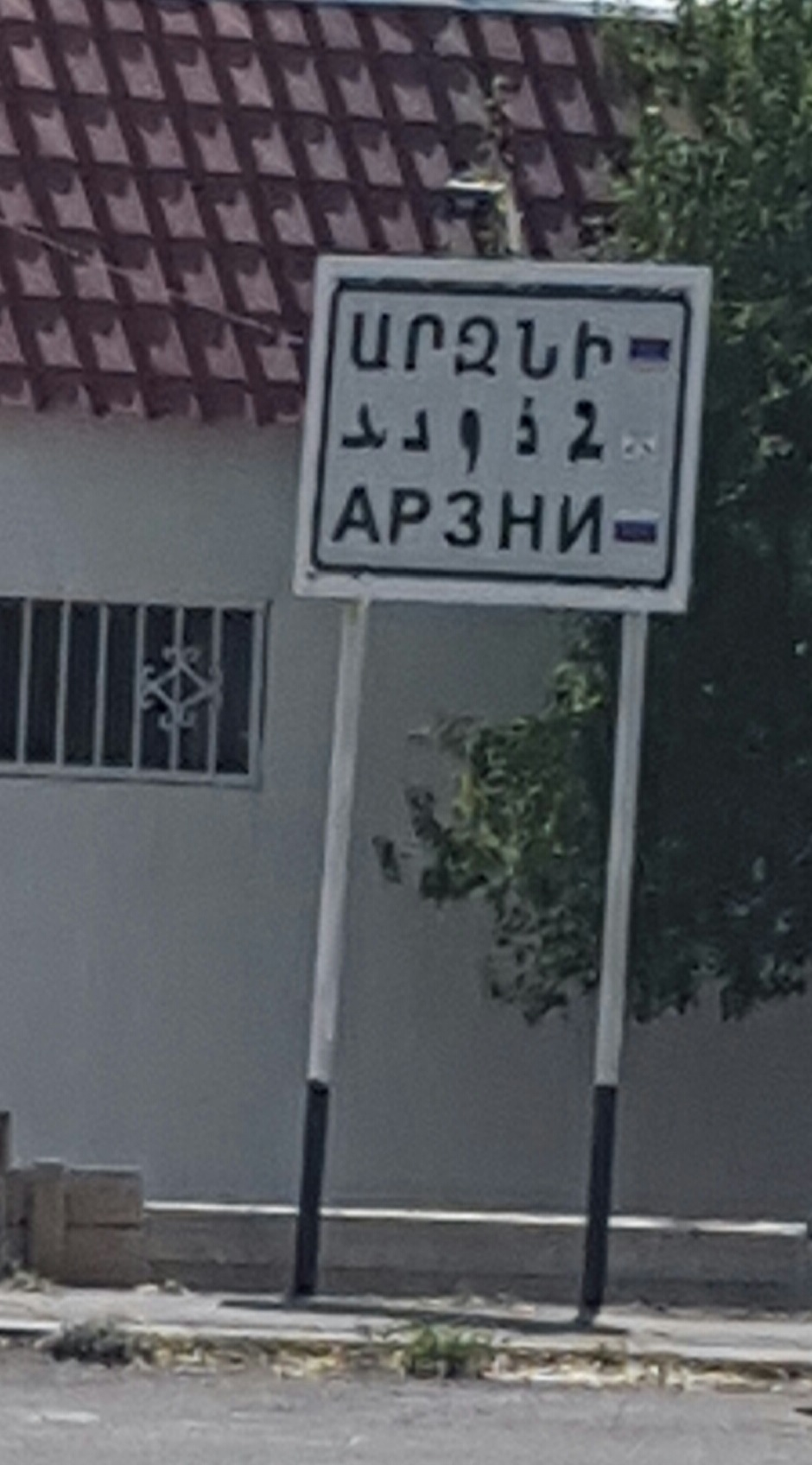
لافتة متعددة اللغات (أرمينية، آشورية، روسية) عند مدخل أرزني، قرية آشورية في أرمينيا.

السكان الآشوريون في أرمينيا هم من سكان الريف بشكل رئيسي. من أصل 3409 آشوري في أرمينيا، يسكن في الريف 2885 شخص (84.6٪)، مقابل 524 (15.4٪) من سكان المدن. وفقًا للميثاق الأوروبي للغات الإقليمية أو الأقليات التابع لمجلس أوروبا، كانت هناك أربع مستوطنات ريفية ذات عدد كبير من السكان الآشوريين:
1. أرزني، في محافظة Kotayk - سكانها من الآشوريين والأرمن.
2. فيرين دفين، مقاطعة أرارات - ا

سكانها من لآشوريين والأرمن.
1. ديميتروف، مقاطعة أرارات - سكانها من الآشوريين والأرمن.
2. نور أرتاجرس في محافظة آرماوير - سكانها من الآشوريين والأرمن واليزيديين.

## المواطنة

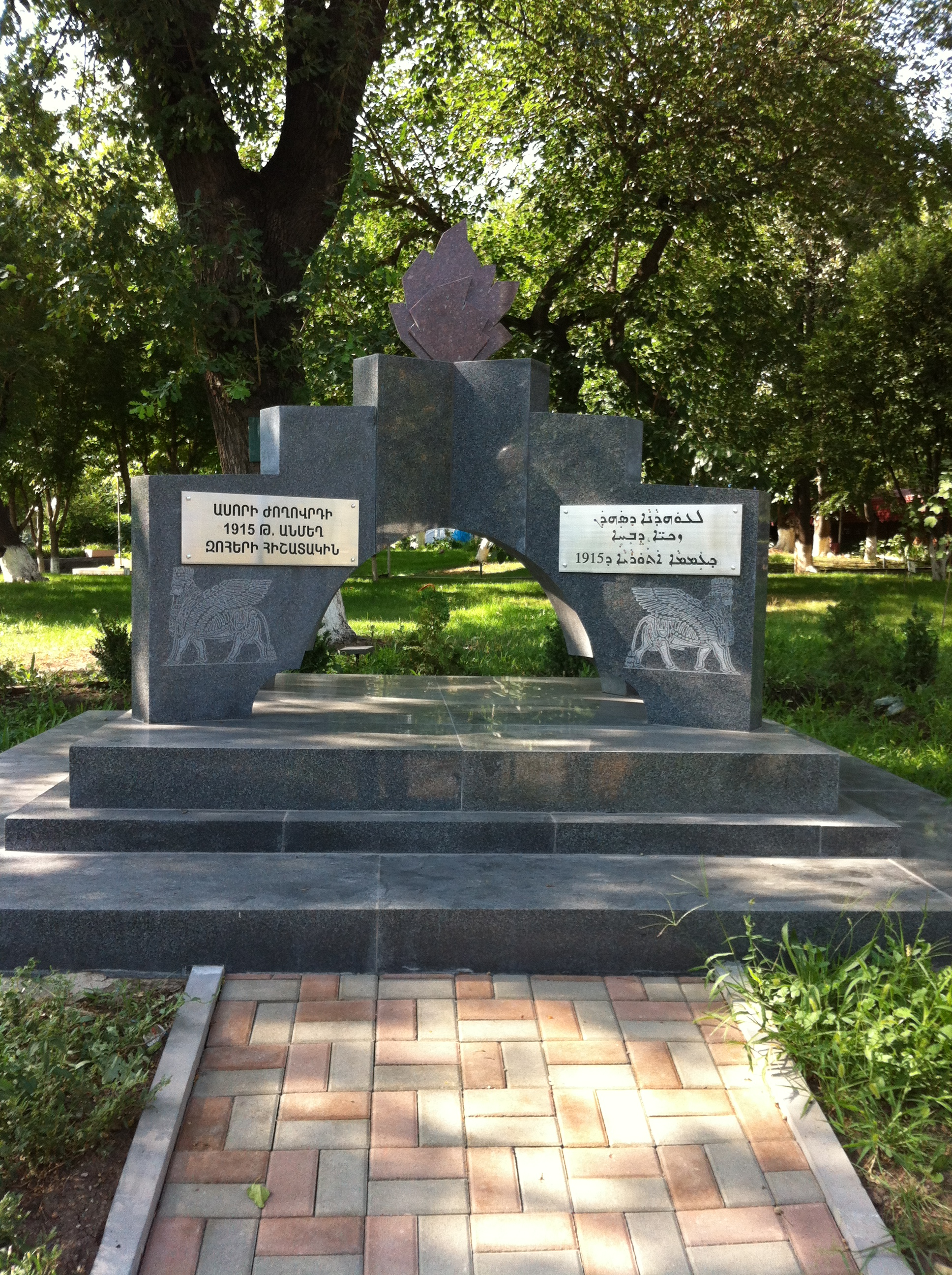
نصب تذكاري لمذابح سيفو، يريفان

تمكن الآشوريون من الاندماج مع المجتمع الأرمني والحفاظ على هويتهم العرقية الخاصة، حيث توجد مدارس لتعليم اللغة الآرامية. معظم الأشوريين في البلاد يجيدون اللغة الأرمنيةوالروسية كذلك. تنتمي غالبية الآشوريين في أرمينيا اليوم إلى كنيسة المشرق الآشورية، ولكن هناك أيضًا مجتمع صغير ينتمي إلى الكنيسة الكلدانية الكاثوليكية. يعمل السكان الآشوريون غالبًا في مجالات البستنة والزراعة. يوجد مركز للشباب الآشوري في العاصمة الأرمنية يريفان. أصبح الزواج المختلط بين الآشوريين والأرمن أكثر شيوعًا اليوم، في حين كان الآشوريون معزولين تمامًا عن أنفسهم في القرنين السابقين.
في عام 2003، تم إنشاء «مركز بيث نهرين الآشوري»، وهو نادي يشجع على دراسة ونشر اللغة الآشورية والثقافة والتاريخ والتقاليد الآشورية لعامة الناس.

### روابط خارجية
- الجمعية الآشورية الأرمينية
- نينوى: المرأة الأشورية في أيام الحداد
- ثلاث قضايا أساسية تواجه الآشوريين في أرمينيا
- الأقليات العرقية في أرمينيا يريفان